# Marino Riccardi
Marino Riccardi (ur. 1958) – sanmaryński polityk. Pełnił trzykrotnie funkcję Kapitana Regenta San Marino: razem z Eddą Ceccoli w czasie od 1 października 1991 do 1 kwietnia 1992, po raz drugi razem z Paolo Bollini w czasie od 1 kwietnia 2004 do 1 października 2004 oraz po raz trzeci od 1 października 2016 do 1 kwietnia 2017 razem z Fabio Berardim. Należy do Partii Demokratycznej.